# 郑有炓
郑有炓（1935年10月1日—），福建大田人，中国半导体材料与器件物理专家，南京大学物理系教授，中国科学院院士。

## 生平
1957年毕业于南京大学物理系。2003年当选为中国科学院院士。